# Kostel svaté Markéty (Přímětice)
Kostel svaté Markéty je farní kostel v římskokatolické farnosti Přímětice, nachází se na severním okraji bývalé obce Přímětice, dnes čtvrti města Znojma. Kostel je středověkou v jádru gotickou stavbou, později byl kostel přestavován v barokním slohu. Kostel je chráněn jako kulturní památka České republiky.
V kostele působil jako farář Prokop Diviš, nedaleko kostela stojí památník Prokopa Diviše, památník s modelem prvního bleskosvodu byl postaven v roce 1936 a jeho autorem je Bohuslav Fuchs.

## Historie
Kostel byl postaven někdy v první čtvrtině 13. století, z nejstarší podoby stavby v kostele zůstalo pouze gotické kněžiště, v roce 1730 byl kostel výrazně rozšířen. Byla postavena kaple svaté Barbory, která se stala druhou kostelní lodí a byly probourány tři průchody. V roce 1794 pak byla kaple zbourána, neboť kostel vyhořel a kostel byl opraven a současně byla upravena klenba kostelní lodi. Někdy v druhé polovině 19. století byla v jižní části kostela postavena sakristie a oratoř, také byla upravena střecha kostelní věže.
V roce 1884 byl do kostela pořízen svatostánek. Roku 1976 pak byla do kostela instalována křížová cesta, jejímž autorem je J. Florián ze Staré Říše, v roce 1980 pak byl do kostela instalován oltář. V kostele jsou celkem tři zvony, ty byly pořízeny v letech 1921 a 1956.
U kostela existoval hřbitov.